# Saint-Pardoux-de-Drône
Saint-Pardoux-de-Drône – miejscowość i gmina we Francji, w regionie Nowa Akwitania, w departamencie Dordogne.
Według danych na rok 1990 gminę zamieszkiwało 218 osób, a gęstość zaludnienia wynosiła 25 osób/km² (wśród 2290 gmin Akwitanii Saint-Pardoux-de-Drône plasuje się na 959. miejscu pod względem liczby ludności, natomiast pod względem powierzchni na miejscu 1154.).